# Амира, Дивша
Дивша Амира (в девичестве Этин) (англ. Divsha Amirà, ивр. דיבשה אמירה‎; 1899, Браньск — 1966, Иерусалим) — израильский математик. Жена математика Беньямина Амира.

## Биография
Родилась в семье Аарона Этина и Ривки Гарбуз. В 1906 семья репатриировалась в Эрец-Исраэль, где её отец стал владельцем первой еврейской типографии в Яффо, одним из основателей Большой синагоги. В 1914 окончила гимназию «Герцлия» в Тель-Авиве, после чего преподавала математику в гимназии «Рехавия» в Иерусалиме. Докторскую степень получила в Гёттингене, где её научным руководителем был Эдмунд Ландау, а потом несколько лет преподавала в Женеве. Читала курсы геометрии в Институте математики имени Эйнштейна, стала преподавателем Еврейского университета.

## Публикации
В 1938 опубликовала первый на иврите школьный учебник геометрия, основанный на аксиоматическом подходе, впервые предложенном Давидом Гильбертом в книге «Основания геометрии», вышедшей в 1899. В 1963 опубликовала расширенный вариант своего учебника.